# Stad Delden
 (décembre 2023).
Si vous disposez d'ouvrages ou d'articles de référence ou si vous connaissez des sites web de qualité traitant du thème abordé ici, merci de compléter l'article en donnant les références utiles à sa vérifiabilité et en les liant à la section « Notes et références ».
Pour les articles homonymes, voir Delden (homonymie).
Stad Delden est une ancienne commune néerlandaise de la province d'Overijssel.
La commune a été créée le 1er juillet 1818 par la scission de Delden en deux parties : la ville (Stad Delden) et la campagne environnante (Ambt Delden). En janvier 2001, les deux communes furent de nouveau regroupées dans le cadre d'une fusion plus ample avec Goor, Diepenheim et Markelo. De ce regroupement a été créée la commune de Hof van Twente.